# In (latina)
In je latinská předpona nebo předložka, která se dostala i do mnoha jiných jazyků s převzatými slovy (předpona) a souslovími (předložka). Ze společného indoevropského základu souvisí s podobnými předponami a předložkami i v germánských a románských jazycích. Obojí má poměrně široký význam, který často závisí na kontextu.

## Předpona
Předpona in obměňuje význam základu slova ve dvojím možném smyslu, totiž místním:
- v (se slovesy klidu, „kde?“, například in-sum, jsem uvnitř)
- do (se slovesy pohybu „kam?“, například in-curro, vbíhám)[1]

nebo jako zápor:
- ne (in-nocens, ne-škodný; in-capax, ne-schopný)[1]

## Předložka
Jako obecně indoevropská předložka má in význam místní, podobně jako v angličtině a němčině nebo jako příbuzné řecké a románské "en".

### Vybrané příklady
- in absentia – v nepřítomnosti
- in abstracto – v abstraktním smyslu, abstraktně
- in aeternum – na věky, navěky
- in articulo mortis – v očekávání smrti, v okamžiku smrti
- in angustiis – v nesnázích, v tísni
- in bianco – nevyplněná listina (formulář), neúplně vyplněný tiskopis
- in camera – důvěrně, mezi čtyřma očima
- in concreto – v daném případě (konkrétně)
- in conspectu omnium – přede všemi
- in continuo – souvisle, nepřetržitě, nepřerývaně, v souvislosti, kontinuálně
- in contumacia – v nepřítomnosti, kontumačně (kontumačním způsobem)
- in corpore – v plném počtu, hromadně
- in die – v den; denně, za den (na lékařských předpisech)
- in dorso – na rubu (listiny, bankovky apod.)
- in dubiis – v pochybných případech, v případě pochybností (právnický termín)
- in duplo – ve dvou exemplářích, dvojmo, dvojitě
- in effectu – ve skutečnosti, skutečně (reálně)
- in effigie – v obraze, obrazově, obrazně
- in eventum – pro případ
- in extenso – v celé šíři, v plném rozsahu, podrobně, obšírně
- in extremis – krátce před smrtí, v posledních chvilkách života
- in facto – skutečně, opravdu, bezesporu
- in fascibus – ve svazcích, ve svazečcích (na lékařských předpisech)
- in favorem – ve prospěch, k dobru
- in fine – na konci (užíváno při citaci závěrečných částí ustanovení právních předpisů, např. formulací „§ 7 odst. 2 in fine občanského zákoníku“ je citována jen poslední věta daného ustanovení)
- in flagranti – (přistihnout) při činu (nejčastěji v případech manželské či partnerské nevěry)
- in floribus – v květu, v rozkvětu, v rozpuku, na vrcholu (slávy, moci, úspěchů, činnosti, práce apod.)
- in foliis – v listech, fóliích (na lékařských předpisech)
- in folio – v rozměru jednou přeloženého archu
- in futuro – v budoucnu
- in futurum – pro budoucnost
- in genere – všeobecně, povšechně, obecně
- in globo – úhrnem, souhrnně
- in globulis – v kuličkách (na lékařských předpisech)
- in granis – v zrnech (na lékařských předpisech)
- in hoc casu – v tom případě
- in honorem – k poctě, na počest
- in infidelibus – součást titulu biskupa
- in infinitum – do nekonečna, bez konce (také ad infinitum), v nekonečnu
- in loco – v místě, na místě, zde, tady
- in margine – na okraji, mimochodem (poznámka mimo)
- in medias res – doprostřed událostí, k jádru věci, bez dlouhých okolků
- in mediis rebus – v jádru věci, k podstatě problému, uprostřed události
- in memoriam – na památku, na paměť, posmrtně, k připomenutí
- in merito – v podstatě, konkrétně, ve věci samé (také v meritu věci)
- in natura – osobně, naturálně, v přirozené podobě
- in nomine Domini – ve jménu Páně
- in nuce – v jádru, v kostce, v souhrnu, stručně
- in optima forma – v nejlepší formě, v optimálním tvaru
- in originali – originálně, původně, v původním znění
- in pace – v míru, v pokoji, pokojně, mírumilovně
- in partes aequales – na stejné části, ve stejných částech (na lékařských předpisech)
- in partibus infidelium – "v krajích nevěřících", původně misijní biskup bez vlastní diecéze, nyní titulární biskup
- in pectore – jmenování neoznámené jmenovitě (úmyslně tajené), užíváno při jmenování kardinálů papežem
- in perpetuam memoriam – na věčnou paměť
- in perpetuum – navěky, věčně, navždy, provždy, napořád
- in persona – osobně, sám
- in petto (italsky) – na srdci, na mysli (kardinál jmenovaný papežem, ale veřejně dosud neoznámený)
- in publico – na veřejnosti, veřejně
- in puncto – v tomto bodě, ohledně tohoto bodu, co se toho týče
- in re – ve věci, ohledně
- in regula – vzhledem k pravidlu (zvyklostem)
- in residuo – v zásobě
- in rotulis – v pecičkách, v pokroutkách, v čočkách (na lékařských předpisech)
- in saecula saeculorum – až na věky, na věky věků
- in saldo – zůstat dlužen, v dluhu
- in scatula – v krabičce, ve škatulce (na lékařských předpisech)
- in situ – na původním místě, ve své správné poloze – správné místo studia nějakého děje, jevu či procesu
- in spe – v naději, v očekávání, budoucí, příští, nastávající
- in specie – zvláště, obzvláště, zejména, hlavně, speciálně takto
- in statu nascendi – ve stádiu zrodu, ve stavu vzniku
- in statu quo – v nynějším stavu, v dosavadní podobě, nyní, právě teď
- in statu quo ante – v dřívějším stavu, v předchozí podobě, dříve
- in summa – dohromady, úhrnem, souhrnně, celkem, jedním slovem, krátce řečeno
- in summo gradu – svrchovaně
- in tabulis – v tabulích, v tabulkách (na lékařských předpisech)
- in tabulettis – v tabletách (na lékařských předpisech)
- in terminis – v mezích
- in termino – v určité době, v termínu
- in toto – v celku, vůbec, celkem
- in transitu – přechodně
- in usum – k užitku, k použití, užitečně
- in vase clauso – v uzavřené nádobě (na lékařských předpisech)
- in vicem – vzájemně, pospolitě
- in vitro – v lahvi, ve skle, například na lékařských předpisech; mimo tělo živého organismu (např. ve zkumavce, v inkubátoru apod.)
- in vivo – za života, během života, v průběhu života
- in utero – v děloze